# Tetrachaetus bipunctatus
Tetrachaetus bipunctatus är en tvåvingeart som beskrevs av Octave Parent 1933. Tetrachaetus bipunctatus ingår i släktet Tetrachaetus och familjen styltflugor. Inga underarter finns listade i Catalogue of Life.